# Carlos Miguel de Céspedes
Carlos Miguel Tranquilino de Céspedes y Ortiz Coffigny (1881-1955) fue un político cubano.

## Biografía
Nacido el 6 de agosto de 1881 en la ciudad cubana de Cárdenas, ocupó entre otros los cargos de secretario de Obras Públicas, de Justicia y de Instrucción Pública y Bellas Artes, además del de senador. Apodado el dinámico y amigo personal de Gerardo Machado, falleció el 8 de junio de 1955 y fue enterrado en el cementerio de Colón.